# پارک سه هیون
پارک سه هیون (کره‌ای: 박세현؛ زادهٔ ۷ سپتامبر ۱۹۹۸) بازیگر اهل کره جنوبی است. او بیشتر به خاطر ایفای نقش در عالیجناب و دبیرستان مخفی شناخته می‌شود.

## فیلم‌شناسی

### فیلم
- کیم جی یونگ: متولد ۱۹۸۲ (۲۰۱۹) در نقش کیم جی یونگ (جوانی)[۲]
- کیل بوکسون (۲۰۲۳) در نقش گیل بوک سون (جوانی)[۳]

### مجموعه تلویزیونی
- امتحان الهی: ری‌بوت (۲۰۱۸–۱۹) در نقش لی جی اون[۴]
- پزشک زندانی (۲۰۱۹) در نقش کیم هه جین[۵]
- ثبت جوانی (۲۰۲۰) در نقش چوی سو بین[۶][۷]
- جوانان ماه مه (۲۰۲۱) در نقش لی جین آه[۸][۹]
- کارآموز بزرگسال (۲۰۲۱) در نقش کانگ دا هیون[۱۰][۱۱]
- دهن لق (۲۰۲۲) در نقش جانگ هی جو[۱۲]
- پونگ روانپزشک چوسان (۲۰۲۳) در نقش وول[۱۳]
- شکوفه شب (۲۰۲۴) در نقش لی یون سون[۱۴]
- عالیجناب (۲۰۲۴) در نقش کیم اون[۱۵]
- دبیرستان مخفی (۲۰۲۵) در نقش آن یو جونگ[۱۶]